# Cytherea (actriu porno)
Cassieardolla Elaine Story, més coneguda pel nom artístic de Cytherea, (Salt Lake City, 27 de setembre de 1981) és una actriu de cinema pornogràfic i model eròtica estatunidenca.

## Trajectòria
Cytherea va prendre el nom artístic de la deessa grega de l'amor, la bellesa i la música. Després de graduar-se a l'escola secundària, es va mudar a Las Vegas, Nevada, va engegar el seu propi negoci de porno amateur en una pàgina de Yahoo! Groups. Cassie Story va canviar el seu nom pel de Cytherea i es va traslladar ràpidament cap al sector professional de la pornografia. La seva carrera professional va començar l'any 2003, amb més de cent produccions.
Cassie Story va prendre el pseudònim Cytherea d'una de les variants del nom d'Afrodita, la deessa grega de l'amor, la luxúria, la bellesa, la prostitució i la reproducció.
Gran part de la seva fama prové de la seva capacitat d'estimular el seu Punt G, i per la seva portentosa facilitat per ejacular grans quantitats de líquid uretral per la vagina en ple orgasme (squirting en anglès) a les pel·lícules pornogràfiques. Cassey va rodar probablement la seva escena més dura quan estava embarassada de quatre mesos i mig. El seu cos ja s'havia transformat en el d'una dona embarassada. Amb un nou tallat de cabells, la panxa molt pronunciada, i en general una aparença molt més robusta. En aquestes condicions Cytherea no va baixar del tron de Reina de l'"Squirting".
Cytherea també va animar un programa d'entrevistes a la ràdio amb el seu exmarit Brian Kissinger a l'emisora KSEX a Los Angeles, Califòrnia en un programa anomenat Goddess of Gush. Segons la seva pàgina web, el programa va ser cancel·lat l'any 2006. Junts, Cytherea i Kissinger van formar una companyia productora anomenada Club Cytherea Productions, que ha produït pel·lícules com Female Ejaculation Nation, Meet The Fuckers i Star Whores.
Cytherea va fer la seva primera escena anal en la pel·lícula Cytherea's Anal Whores l'any 2006.
Des de l'any 2007 viu a Branson, Missouri amb el seu espòs i el seu fill.

## Vida personal
Cytherea va néixer a Salt Lake City, Utah. Té dos fills i s'identifica com a bisexual. Antigament formava part de la comunitat religiosa dels mormons.
El gener de 2015, tres homes armats la van assetjar sexualment quan van entrar per robar a casa seva. La policia va creure que la casa va ser escollida aleatòriament. Cytherea, el seu marit i els seus dos fills es trobaven a casa en el moment de l'assalt.
Estigué casada amb Timothy Hale, el qual va morir el 2 de novembre de 2016, als 52 anys.

## Premis
- 2004 Premis XRCO – Teen Cream Dream.[13]
- 2005, Guanyadora del Premi AVN a la millor nova actriu.
- 2012 Premis XRCO – Nominat per Best Cumback.[13]